# 主教座聖堂
主教座聖堂（しゅきょうざせいどう、英語: cathedral, ロシア語: кафедральный собор）は、キリスト教における、主教座（カテドラ）が置かれる聖堂、主教が所在し教区を管理する機能をもつ教会。
「主教座聖堂」は日本正教会、日本聖公会で使われる訳語。日本のカトリック教会では司教座聖堂、カテドラルに相当する（「カテドラル」は日本聖公会でもごく稀に用いられる）。
大聖堂と同義であると説明されることもあるが、必ずしもそうではなく、小規模な主教座聖堂を大聖堂とは呼ばないケースがある（後述）。

## 概念

### 大聖堂との違い

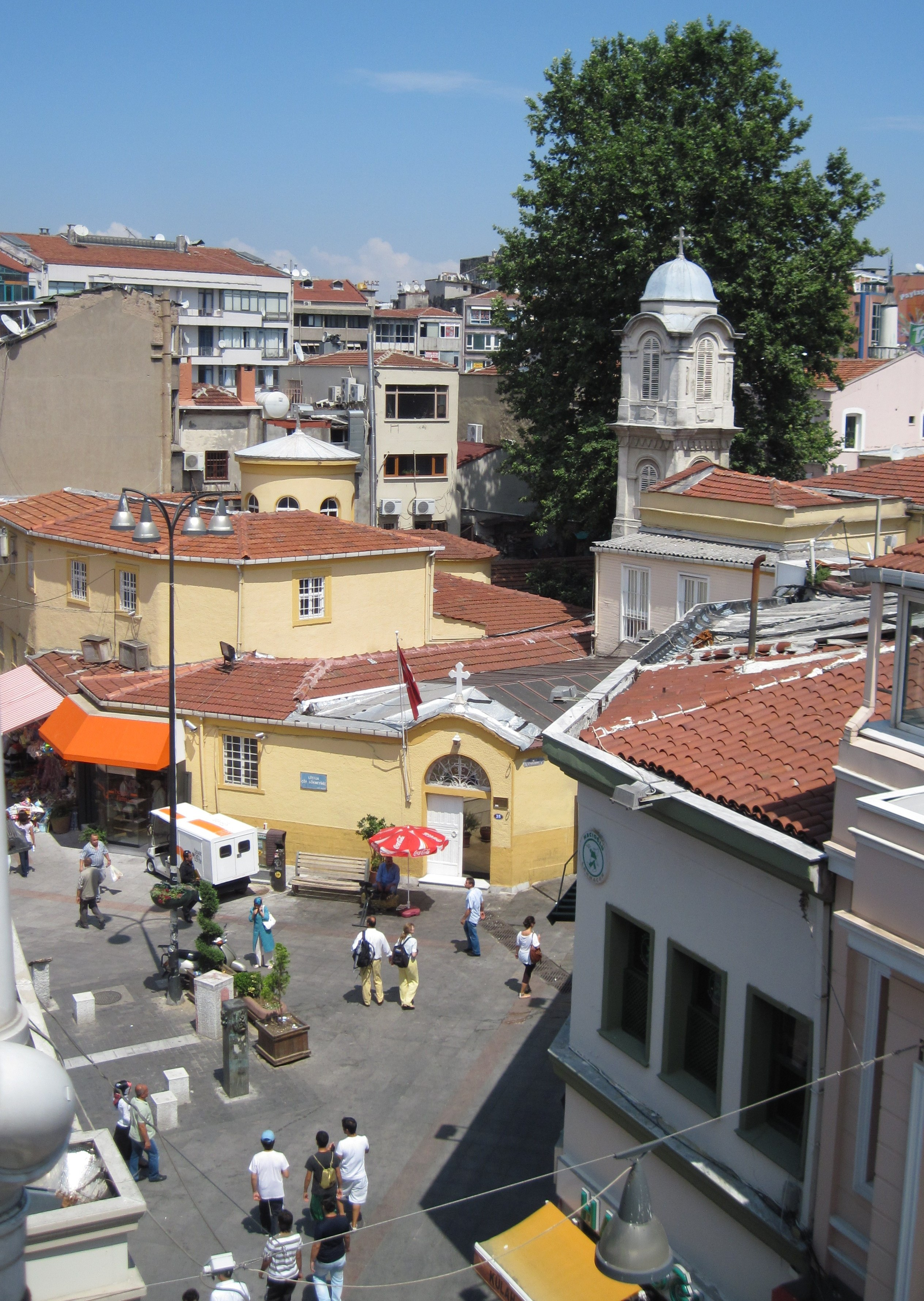
聖エウフィミア聖堂。正教会、ハルキドン主教区の主教座聖堂。小規模な主教座聖堂の例。イスタンブール市、ハルキドン。

主教座聖堂は大聖堂と同義であるとされることがある。確かに主教座聖堂は大規模なものであることは少なくない。しかし主教座聖堂の要件は主教が所在し教区を管理する機能を持っているかどうかであり、聖堂（教会堂）の規模の大きさは主教座聖堂であるかどうかに影響しない。日本正教会でも比較的小規模な主教座聖堂を「大聖堂」と呼んでいるケースがある。
| ギリシャ語        | ロシア語             | ロシア語             | 日本語           | 英語      |
| ----------------- | -------------------- | -------------------- | ---------------- | --------- |
| (καθεδρικός) ναός | (кафедра́льный) собо́р | (кафедра́льный) собо́р | （主教座）大聖堂 | cathedral |
| ναός              | собо́р                | храм                 | 大聖堂           | cathedral |
| ναός              | -                    | храм                 | 聖堂             | church    |
| ναός              | -                    | храм                 | 聖堂             | chapel    |
| παρεκκλήσιο       | часо́вня              | часо́вня              | 聖堂（小礼拝堂） |           |

### 主教座
聖公会や正教会の各教区の中心となる教会で、その教区を治める主教（大主教区の場合は大主教、ただし日本聖公会には大主教は存在しない）が、自分の教区内にいる信徒を教導し、司式するための主教座（カテドラ）がおかれる。
聖公会の場合、これは「着座椅子」と呼ばれる椅子が常置されている。
正教会では至聖所に主教の椅子が設置されており、主教座とも呼ばれる。

## 日本の主教座聖堂

### 日本聖公会の主教座聖堂
日本聖公会には11の教区が設けられており、各教区の主教座聖堂付教会は次の通りである。
- 北海道教区: 札幌キリスト教会
- 東北教区: 仙台基督教会
- 北関東教区: 前橋聖マッテア教会
- 東京教区: 聖アンデレ教会
- 横浜教区: 横浜聖アンデレ教会
- 中部教区: 名古屋聖マタイ教会
- 京都教区: 聖アグネス教会
- 大阪教区: 川口基督教会(登録有形文化財)
- 神戸教区: 神戸聖ミカエル教会
- 九州教区: 福岡聖パウロ教会
- 沖縄教区: 三原聖ペテロ聖パウロ教会

### 日本正教会の主教座聖堂

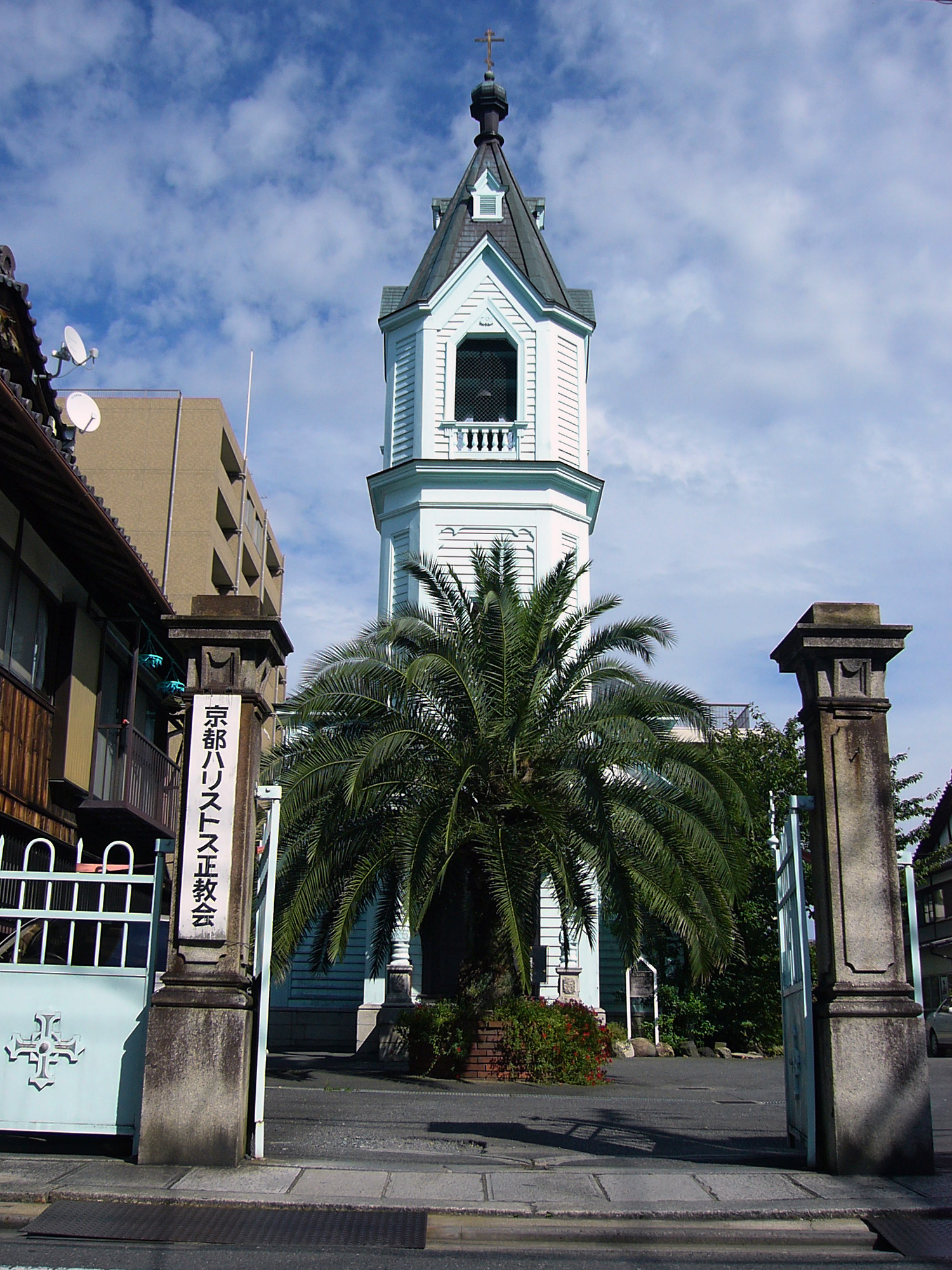
京都ハリストス正教会

日本ハリストス正教会には3の教区が設けられており、各教区の主教座聖堂は次の通りである。
- 東京大主教教区: 東京復活大聖堂（通称ニコライ堂） （全日本府主教座を兼ねる）
- 東日本主教教区: 仙台ハリストス正教会・生神女福音聖堂
- 西日本主教教区: 京都ハリストス正教会・生神女福音聖堂